# Salnês
O Salnês (em galego Comarca do Salnés) é uma comarca da Galiza, na província de Pontevedra, e forma parte das denominadas Rías Baixas. 
É limitada a norte com a província de A Coruña, a leste com a comarca de Caldas, a sudeste com a comarca de Pontevedra, a oeste com a Ria de Arousa e o Oceano Atlântico e a sul com a Ria de Pontevedra. As principais actividades económicas são o turismo, a indústria e a pesca. Também é importante a actividade agrícola, especialmente o cultivo da vide.
Tem uma extensão de 265,81 km² e uma população 104.139 habitantes, repartidos em 9 concelhos:
| Nome                 | População   |
| -------------------- | ----------- |
| A Illa de Arousa     | 5.000 hab.  |
| Vilagarcía de Arousa | 37.545 hab. |
| Vilanova de Arousa   | 10.682      |
| Ribadumia            | 5.028       |
| Cambados             | 13.872      |
| Meaño                | 5.455       |
| Meis                 | 5.003       |
| Sanxenxo             | 17.500      |
| O Grove              | 11.297      |

## Património natural

### Espaços protegidos

#### Ilha de Cortegada 
Junto com as ilhas de Ons, Cíes e Sálvora faz parte, desde junho de 2002, do Parque Nacional das Ilhas Atlânticas.
Cortegada, com uma extensão de 5 hectares, é a maior ilha do arquipélago homónimo, ao que também pertencem as ilhas Malveiras e Brinhas.
Está situada no interior da Ría de Arousa, perto do estuário do Ulha, frente à vila de Carril, no Concelho de Vilagarcia de Arousa. Na baixa-mar liga-se com Carril por um banco de areia convertido en viveiros de amêijoa e berbigão.
Além dos fundos marinhos, tem um grande interesse botânico, por ter o maior bosque de loureiros da Europa, e uma grande variedade micológica com alguns cogumelos endémicos.

#### Complexo Intermareal Úmia-o Grove, a Lanzada, Ponta Carreirón e Lagoa Bodeira
É um conjunto de estruturas terrestres e marítimas catalogado desde 1995 como Espaço Natural da Galiza. A zona está afectada pelo fluxo e refluxo das marés, o que origina um  ecossistema próprio.
O seu principal valor ecológico vem da peculiar flora e fauna da marisma, especialmente a presença de aves aquáticas migratórias (no inverno, mais de 13.000 aves).
Compreende 5 espaços com características próprias:
- Enseada do Úmia: formado pela desembocadura do Úmia na Ria de Arousa. Praia da Lanzada

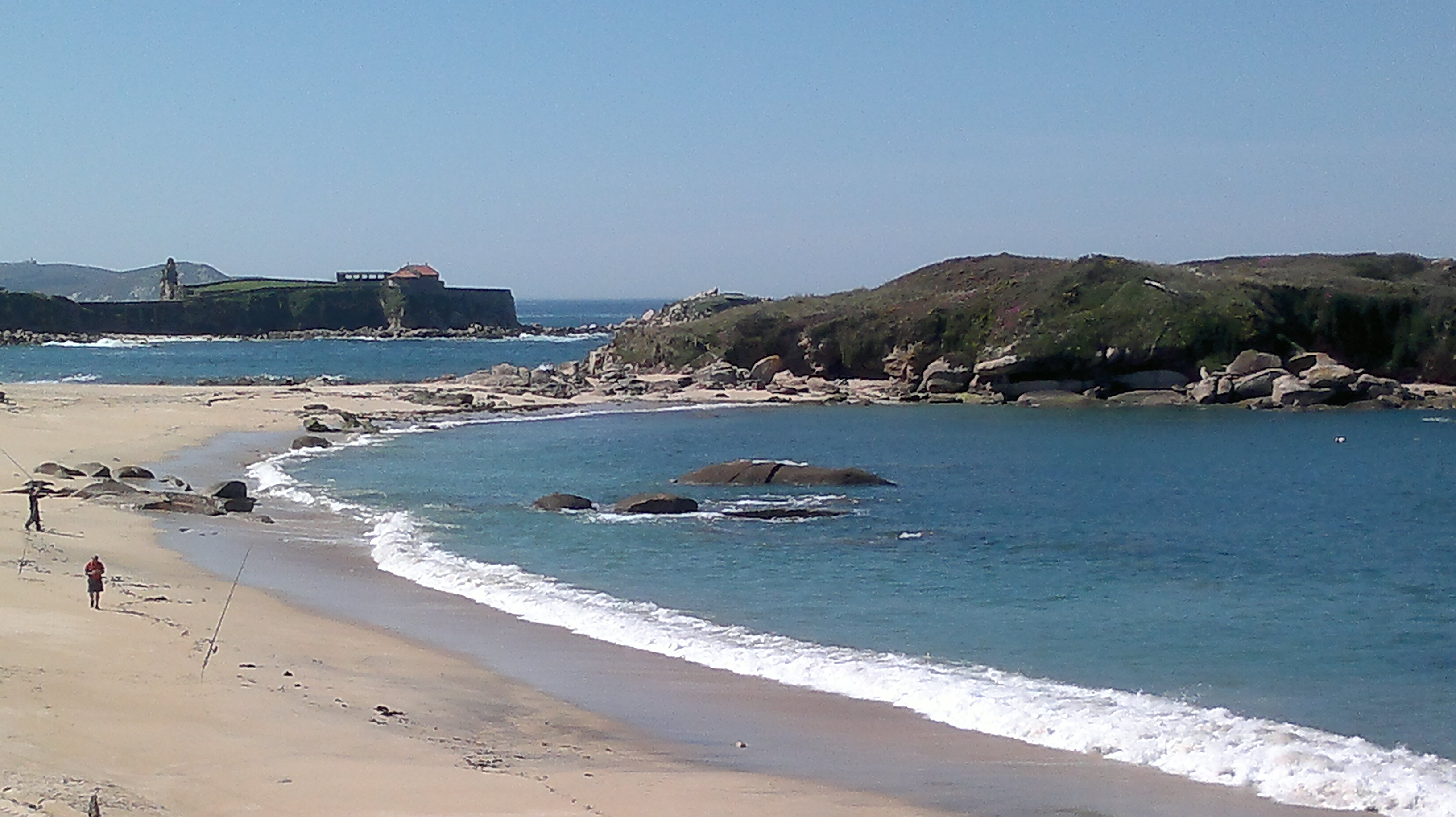
Praia da Lanzada

- Praia da Lanzada: formada por dunas sedimentares.
- Arribas e costa de San Vicente: apresenta formações geológicas com furnas, falésias e algumas praias.
- Ponta Carreirón: inclui as ilhotas de Rua, do Areoso e do Pedregoso.
- Lagoa Bodeira: única lagoa de água doce da província de Pontevedra.

O complexo, tem sido declarado Refúgio da Fauna em 1989, Zona de Especial Protecção para as aves, Zona húmida de importância internacional.

### Praias
Em toda a costa da península do Salnés encontramos ilhas e praias, especialmente na Ria de Arousa, mas também na Ria de Pontevedra e mar aberto. Podemos encontrar praias urbanas e salvagens, com areias finas e brancas ou com irisações douradas.
Os areais da comarca foram galardonados em 2010 con 21 bandeiras azuis da União Europeia, 13 delas no concelho de Sanxenxo onde se situa a praia urbana mais popular, a de Silgar. Situada no centro de vila, é um areal de 800 metros acompanhado de um passeio marítimo. Num dos extremos está a doca desportiva.
A praia selvagem mais representativa da comarca é a da Lanzada, no Grove, con mais de 2,5 km de comprimento (3 km com os tramos adjacentes, praia da Lapa e Áreas Gordas (Sanxenxo)), em uma formosa área protegida de dunas. É uma das praias mais conhecidas da Galiza, visitada por milhares de turistas no verão e local habitual de surfistas.

### Outros espaços de interesse
Embora a maior parte da superfície da comarca esteja ocupada pelo vale do rio Úmia, está delimitada por rebordos montanhosos não muito elevados, mas que constituem excelentes miradouros con vistas panorâmicas. Podemos destacar:
- Miradouro do monte Siradelha: é o ponto mais elevado da península do Grove, e é um fabuloso miradouro sobre a Ria de Arousa, o mar aberto, as Ilhas Atlânticas, o istmo da Lanzada e a enseada do Vao.
- Miradouro Faro das Luas: está situado no monte Lobeira (Vilanova). Podemos observar umas maravilhosas vistas do vale do Salnés, a Ria de Arousa e a Ilha de Arousa. Tem uma original estrutura coroada por duas luas metálicas, que projetam um reflexo que pode ser visto de diferentes pontos da comarca.
- Miradouro do monte Meda: eleva-se no limite entre os concelhos de Vilagarcia, Catoira e Caldas. A sua posição e altitude (+600m) permitem observar o curso baixo do rio Ulha e as Torres do Oeste (s.IX), além de uma panorâmica da ria e mesmo a ilha de Sálvora.

## Património monumental
A comarca do Salnés tem um variado e rico património onde se destaca a arquitectura religiosa e a arquitectura palaciana com magníficas amostras em todos os seus municípios. Dentro do seu património há um grande número de museus que fazem referência à cultura, à história assim como à forma de vida das suas gentes. Além disso a comarca foi berço de grandes personagens de que ainda se conservam edifícios que nos recordam a suas vidas. 

### Arquitectura civil
Destaque especial para a tipologia de paço construção tradicional das famílias abastadas. O Paço é uma casa soalheira de granito situada quer no âmbito rural quer no urbano. São residências de fidalgos ou nobres e durante séculos (do XVII ao XIX) foi centro de organização e administração do território e de exploração agrícola. 
O edifício principal costuma ter construções adjetivas como o pombal, o espigueiro (hôrreo) e a capela. Em locais com produção de vinho como no Salnés o paço tem uma adega na cave. Os jardins do paço são de grandes dimensões, à francesa onde se destacam os ciprestes e as cameleiras.
A vila de Cambados (declarada conjunto histórico-artístico) sobressai pelo grande número de paços que podemos encontrar. O Paço de Fefiñáns é um dos mais importantes da comarca e de toda a Galiza por ser um dos mais antigos (s.XVI) com traços renascentistas. Faz parte de um aglomerado arquitectónico junto da Igreja de São Bento, um arco-ponte, os jardins e a praça. Foi mandado construir por Juan Sarmiento de Valladares e hoje em dia pertence ao marquesado dos Figueroa. Alberga a adega de vinho mais antiga da Galiza e foi a primeira em etiquetar uma garrafa de vinho alvarinho. Esta pode ser visitada assim como o pátio de armas. 
Outro paço salientável é o Paço de Vista Alegre em Vilagarcía de Arousa, que conta com a declaração de monumento histórico-artístico. Está formado pelo paço do século XVI com traços renascentistas, onde se salientam a decoração e as chaminés, a igreja dedicada a São Cristóvão por um corredor; o convento das Mães Filipenses foi construído no século XVII e conta com traços barrocos.

### Arquitectura religiosa

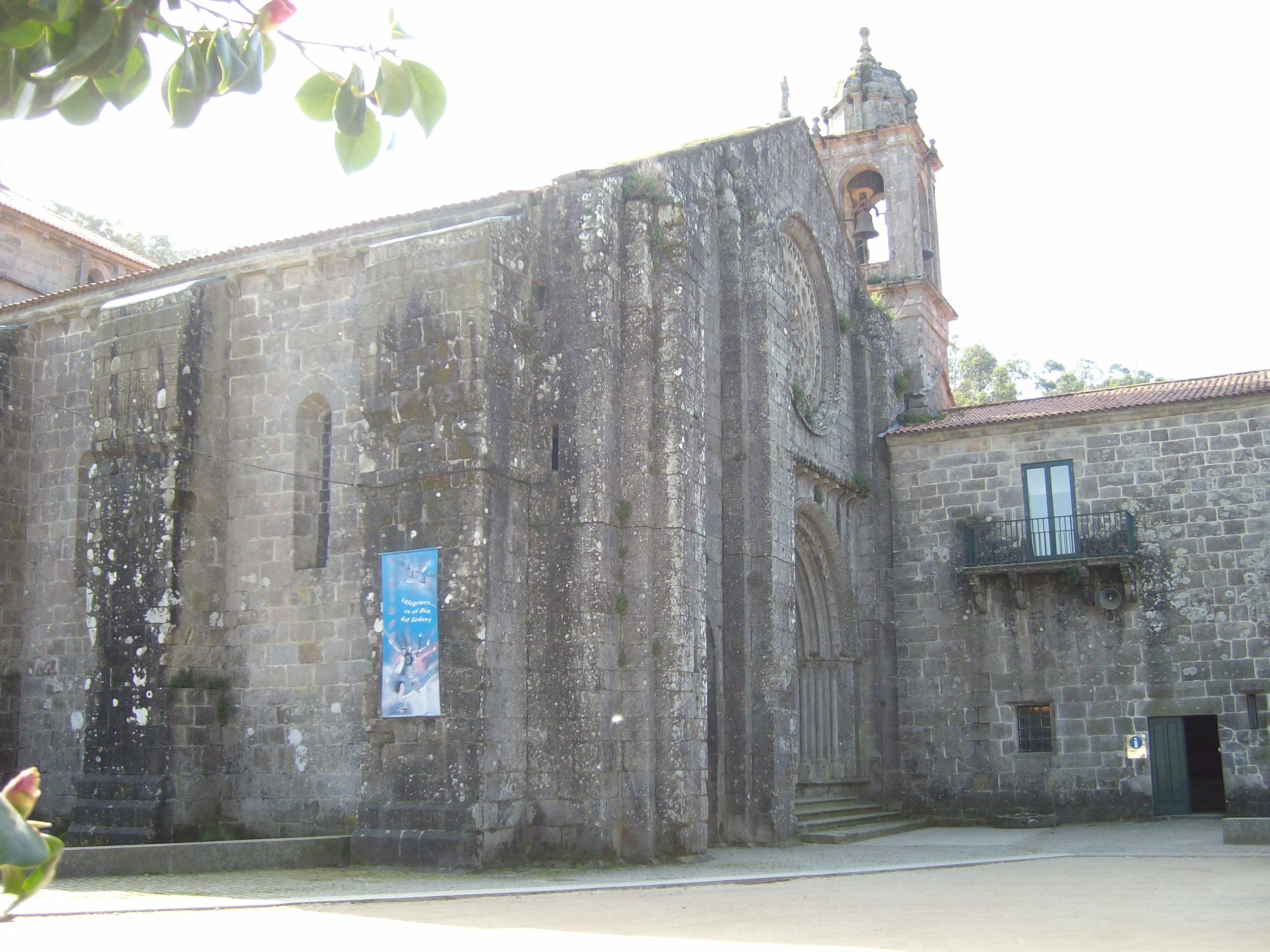
Mosterio de Armenteira

A Comarca está salpicada por capelas rurais e igrejas paroquiais, muitas delas de estilo românico. Mas a construção religiosa mais importante é o mosteiro cisterciense de Armenteira (Meis) o melhor expoente do românico galego que ainda alberga um pequeno grupo de freiras que realizam sabões aromáticos de maneira artesã. Está declarado monumento histórico-artístico e segundo a lenda foi fundado pelo monge Ero de Armenteira no século XII num espaço montanhoso onde se entregou a uma vida de oração. Na segunda-feira de Páscoa as gentes vão à romaria até ao mosteiro, dia em que se celebra a romaria da Virgem das Cabeças.

### Museus
São vários os pequenos museus e centros de interpretação que podemos visitar na comarca. Os mais distinguidos são a Casa-museu do escritor Ramón Maria del Valle-Inclán situado num antigo paço no município de Vilanova de Arousa. Valle-Inclán é uma das figuras cimeiras da literatura espanhola do século XX.
A vila de Cambados tem uma rede de museus em que se destaca o Museu Etnográfico e do Vinho, o primeiro na Galiza dentro desta categoria onde se podem apreciar os aspectos mais chamativos da cultura do vinho. A casa-museu de Ramón Cabanillas também se encontra em Cambados. Cabanillas foi um poeta conhecido como Poeta da Raça.

## Festas
Dois dos grandes atrativos turísticos do Salnés são as festas e a gastronomia de grande fama internacional sendo crucial a relação existente entre ambas.

### O Alvarinho (Cambados)

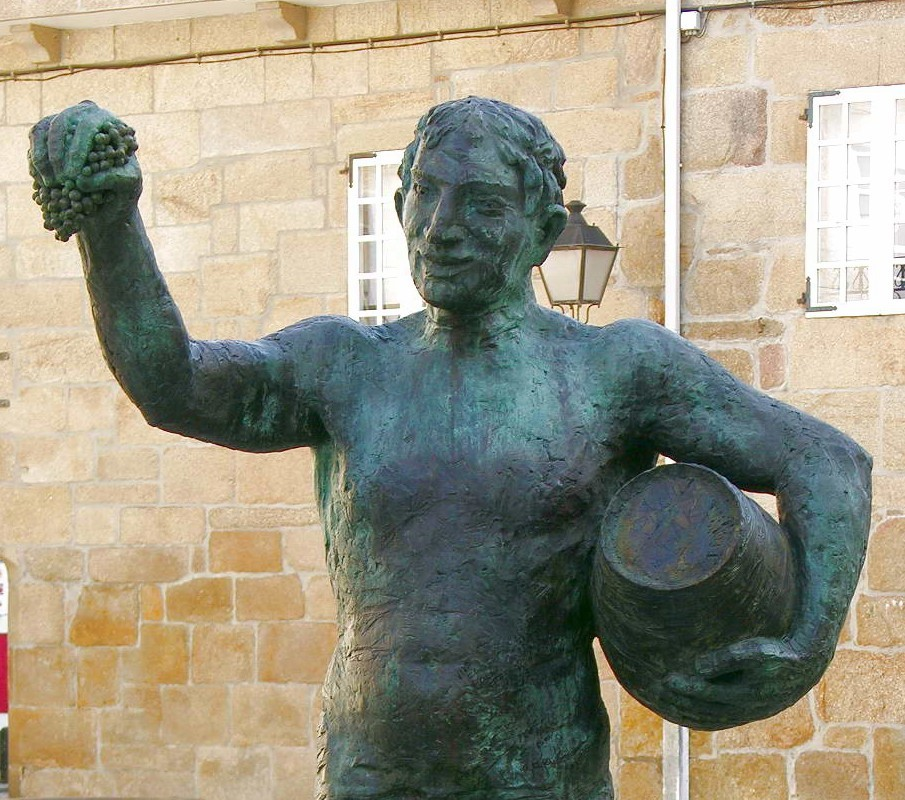
O deus Baco em Cambados

Celebra-se em Cambados no primeiro fim-de-semana de agosto. Esta festa-exaltação do Alvarinho nasceu em 1953 (é a mais velha na Galiza e a segunda de Espanha) como um desafio para demonstrar qual tinha sido o melhor vinho da colheita.
Durante a festa realizam-se uma cata coletiva e um concurso dos três melhores vinhos, com uma série de atos festivos à volta do vinhos, nomeadamente o Capítulo Sereníssimo do Vinho onde se nomeam Damas e Cavaleiros de Honra. Foi declarada Festa de Interesse Turístico Nacional.

### Festa do marisco (O Grove)
É na 1ª quinzena do mês de outubro e desde 1963 quando se celebra este evento gastronómico no Grove, vila conhecida como "Paraíso do Marisco". Assim, quer nos restaurantes quer nas bancas podem ser degustados mariscos e peixes a preços populares.
Entre as atividades celebradas em decorrência da festa destacam o "Simpósio Internacional de Escultura ao Ar Livre", a "Mostra de folclore galego-português".

### Nossa Senhora do Carmo
Celebrada a 16 de julho em todas as vilas piscatorias do Salnés. Além dos atos oficiais e religiosos e das atividades folclóricas e lúdicas, destaca a procissão marítima acompanhando a imagem de Nossa Senhora do Carmo, a quem se rende culto, para depositar uma oferenda floral.

### Festa da água (Vilagarcía de Arousa)
Decorre em Vilagarcia de Arousa a 16 de agosto (associada à festividade de S. Roque) e foi declarada Festa de Interesse Turístico Nacional.
Após transladarem às costas a figura de São Roque, padroeiro da cidade, da Igreja Paroquial até à sua capela, os celebrantes pedem aos vizinhos: "Água!". Nesse momento estes respondem ao seu pedido utilizando baldes, mangueiras, garrafas…
Nesta celebração há duas regras: Não se pode atirar água enquanto a imagem do santo não esteja  protegida na capela, nem fora da chamada "zona húmida", que se estende pelas ruas centrais da cidade.


### A amêijoa de Carril (Carril-Vilagarcía de Arousa)
A partir de 1992 esta festa-exaltação decorre no terceiro domingo de agosto. Nas bancas instaladas para a ocasião, pode saborear o produto preparado de diversas maneiras e acompanhado por vinhos da zona.

## Romarias

### Nossa Senhora das Cabeças(Mosteiro-Meis)
Na segunda-feira de Páscoa milhares de romeiros vão a caminhar ao mosteiro da Armenteira a dar graças ou pedir  à "Senhora das Cabeças" cura para as dores de cabeça e as doenças dos nervos. Relacionada com o real Mosteiro surge a lenda de São Ero, nobre do século XII fundador do mosteiro da Armenteira e cuja história aparece numa das Cantigas do Rei Afonso X, o Sábio. Andando pela floresta Ero foi embalado pelo canto de um pássaro e sentou-se sob uma árvore para contemplar. E só ao voltar para o mosteiro entendeu o que tinha acontecido, tinham passado 300 anos, morrendo logo depois ao pé dos outros monges.

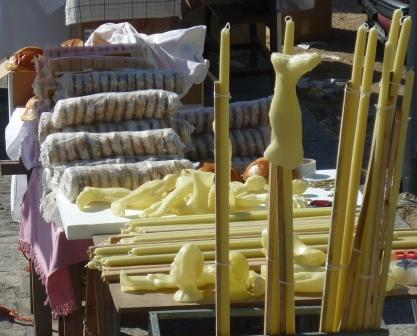
Ex-votos, velas e doces nas romarías

### Nossa Senhora da Lanzada (Sanxenxo)
No último domingo de agosto os fieis esperam às portas da pequena capela românica (S. XII), fazendo fila para cumprir os rituais de celebração popular. É a de "varrer o meigalho" para o qual os fiéis vão à volta do altar a varrer o mal e fazer pedidos à virgem. Mas esta celebração já tinha começado na madrugada anterior com o "banho das nove ondas", diz a lenda que aquelas mulheres que quiserem ficar grávidas têm de fazer o rito de fertilidade (receber nove ondas na barriga) nessa noite.